# Skulpturenweg Hagenbach – Lauterburg
Der Skulpturenweg Hagenbach – Lauterburg führt von Hagenbach im Südosten von Rheinland-Pfalz nach Lauterburg im Elsass. Er ist ein Teilstück des Skulpturenwegs Rheinland-Pfalz.

## Projektbeschreibung
Die Förderung des Landes Rheinland-Pfalz von Kunstprojekten im öffentlichen Raum führte 1999 mit einem internationalen Bildhauersymposium in den französischen Lauterauen zur Entstehung des Skulpturenwegs. Erstmals in Rheinland-Pfalz wird ein grenzüberschreitender Skulpturenweg geschaffen. Dabei nahmen jeweils sechs französische und deutsche Künstler teil. Ähnliche grenzüberschreitende Projekte waren im Saarland 1971 mit der Straße der Skulpturen (St. Wendel) und 1986 mit Steine an der Grenze entstanden.

## Künstler und Werke
- Martine Andernach (F): o. T., (Kulturzentrum Hagenbach)
- Willi Bauer (D): o. T., (Kulturzentrum Hagenbach)
- Sylvain Chartier (F): o. T., (Hatten)
- Michael Danner (D): o. T., (Soultz-sous-Forêts)
- Thierry Delorme (F):  o. T., (Woerth)
- Karl-Heinz Deutsch (D): Helmkopf, (Kulturzentrum Hagenbach)
- Christian Fuchs (F): Wächter, (Lauterbrücke bei Scheibenhardt)
- Jean-Luc Hattemer (F): Himmel und Erde, (beim Friedhof Neuburg)
- Stefan Kaehne (D): Lauter-Najade, (Lauterbourg)
- Jochen Kitzbihler (D): Tisch, (Ortsmitte Berg)
- Francois Maire (F): o. T., (Betschdorf)
- Martin Schöneich (D): Dekon, (Stadtpark Bischwiller)

Die Angaben zu den Standorten der Skulpturen sind gemäß Symposium de Sculpteurs – Hagenbach und Lauterbourg.